# Narkhed
Narkhed es una ciudad y  municipio situada en el distrito de Nagpur en el estado de Maharashtra (India). Su población es de 21127 habitantes (2011). Se encuentra a 87 km de Nagpur.

## Demografía
Según el censo de 2011 la población de Narkhed era de 21127 habitantes, de los cuales 10807 eran hombres y 10320 eran mujeres. Narkhed tiene una tasa media de alfabetización del 87,93%, superior a la media estatal del 82,34%: la alfabetización masculina es del 92,44%, y la alfabetización femenina del 83,23%.